# Eridolius gnathoxanthus
Eridolius gnathoxanthus là một loài tò vò trong họ Ichneumonidae.